# Chgrp
chgrp 명령어는 유닉스 계열 운영 체제의 일반 사용자들이 파일 시스템 오브젝트에 연결된 그룹을 변경하는 명령이다. 파일 시스템 오브젝트에는 3가지 집합의 접근 권한이 있는데, 그 중 하나가 소유자를 위한 것이고, 다른 하나가 그룹을 위한 것이며, 나머지 하나가 기타 사용자를 위한 것이다.

## 문법
chgrp [options] group FSO

### 일반적으로 구현된 옵션
-R: 하위 디렉터리에도 적용한다.
-v: 변경되는 오브젝트의 이름을 출력한다.
-f: 오류가 발생하더라도 다른 오브젝트에 적용을 계속한다.

## 예
```
$ 
ls
 
-l
 
*.conf

-rw-rw-r--   1 gbeeker  wheel          3545 Nov 04 2011  prog.conf

-rw-rw-r--   1 gbeeker  wheel          3545 Nov 04 2011  prox.conf

$ 
chgrp
 
staff
 
*.conf

$ 
ls
 
-l
 
*.conf

-rw-rw-r--   1 gbeeker  staff          3545 Nov 04 2011  prog.conf

-rw-rw-r--   1 gbeeker  staff          3545 Nov 04 2011  prox.conf

```

위의 명령은 prog.conf라는 파일에 연결된 그룹을 wheel에서 staff로 변경한 것이다.

## 같이 보기
- chmod
- chown
- 유닉스 명령어 목록